# Blair Walsh
(en) Statistiques sur pro-football-reference
Blair Richard Walsh, né le 8 janvier 1990 à Boca Raton, est un joueur américain de football américain évoluant au poste de kicker.

## Biographie
Il est drafté en 2012 à la 175e place par les Vikings du Minnesota où il joue de 2012 à 2016. Il est transféré chez les Seahawks de Seattle en 2017 mais est libéré en fin de saison et devient agent libre.

## Statistiques
| Année  | Équipe   | MJ     |        | Field goals | Field goals | Field goals | Field goals |         | Extra Points | Extra Points | Extra Points |
| Année  | Équipe   | MJ     | Tentés | Réussis     | %           | Long        | Tentés      | Réussis | %            |              |              |
| 2012   | Vikings  | 16     | 38     | 35          | 92,1        | 56          | 36          | 36      | 100          |              |              |
| 2013   | Vikings  | 16     | 30     | 26          | 86,7        | 54          | 44          | 43      | 97,7         |              |              |
| 2014   | Vikings  | 16     | 35     | 26          | 74,3        | 55          | 29          | 29      | 100          |              |              |
| 2015   | Vikings  | 16     | 39     | 34          | 87,2        | 54          | 37          | 33      | 89,2         |              |              |
| 2016   | Vikings  | 9      | 16     | 12          | 75          | 50          | 19          | 15      | 78,9         |              |              |
| 2017   | Seahawks | 16     | 29     | 21          | 72,4        | 49          | 38          | 37      | 97,4         |              |              |
| Totaux | Totaux   | Totaux | 187    | 154         | 82,4        | 56          | 203         | 193     | 95,1         |              |              |